# Carcabuey
Carcabuey è un comune spagnolo situato nella comunità autonoma dell'Andalusia.